# 扣冰藻光
扣冰藻光禪師（844年—928年），唐朝佛教禪宗大師，福建建寧新豐人，生於唐武宗會昌四年（844年），俗姓翁，名乾度，法號藻光，一作藻先。精於佛法，善教人民。被民眾尊稱為扣冰古佛、扣冰祖師、武夷扣冰祖師，在福州、武夷山等地視為鄉土保護神。

## 簡介
- 朱熹贊曰：「夢感靈應，天成佛性。戒行超凡，智慧入聖。法威普濟，聲傳穀應。慈光炯照，屢被朝命。」

- 宋高宗敕封法威慈濟大師。

- 宋孝宗敕封法威慈濟妙應普照大師。

- 宋理宗敕封靈感法威慈濟妙應普照大師。

## 參看
- 顯道真君
- 高僧信仰
- 清水祖師
- 顯應祖師
- 普庵祖師
- 定光祖師
- 慚愧祖師